# روني فوستر
روني فوستر (بالإنجليزية: Ronnie Foster)‏ هو ملحن ومنتج أسطوانات وعازف بيانو أمريكي، ولد في 12 مايو 1950 في بوفالو في الولايات المتحدة.

## وصلات خارجية
- روني فوستر على موقع IMDb (الإنجليزية)
- روني فوستر على موقع ميوزك برينز (الإنجليزية)
- روني فوستر على موقع أول ميوزيك (الإنجليزية)
- روني فوستر على موقع ديسكوغز (الإنجليزية)